# Il sergente Klems
Il sergente Klems é um filme de aventura italiano de 1971 dirigido por Sergio Grieco.

## Sinopse
O filme conta a história de um soldado alemão, que decide abandonar sua unidade e assumir a identidade de um homem morto. Essa decisão leva à peregrinação para o Sargento Klems, recém-formado, que é capturado por árabes, de modo que ache a verdadeira viúva de Klems oito anos depois.

## Elenco
- Peter Strauss: Sargento Otto Josef Klems
- Tina Aumont: Leila
- Pier Paolo Capponi: Abdelkrim el-Khattabi
- Howard Ross: Hamed
- Massimo Serato: O general francês
- Franco Ressel: Tenente Dupleix
- Luciana Paluzzi: Frida
- Massimo Righi: O verdadeiro Klems
- Pasquale Basile: Youssef
- Rossella Como: Senhorita Schinn, a jornalista
- Dadá Gallotti: Severina
- Giuseppe Castellano: Sargento Granval
- Peter Berling: Sargento Bogdanovitch
- Mario Donen:
- Hassiba Rochdi:
- Hattab Eddhib:
- Jazia Klibi:
- Hamrouni Abdel Latif:
- Calisto Calisti: O coronel de infantaria
- Raffaele Curi: Carcereiro
- Francesco D'Adda
- Consalvo Dell'Arti: o general em Rabat
- Cláudio Trionfi
- Gianni Naitana

## Recepção critica
Seja como for, a versão Grieco do Sargento Klems tem qualidades significativas: aventura dotada de inspiração, romance misturado a um lirismo bastante contagiante e uma força inegável que emerge da história e do cenário. [...] Cenas de violência bastante grosseira vêm esmaltar a tela (na frente tanto do Soldier Blue quanto do spaghetti western então em voga) e o diretor não faz muitas concessões básicas, assim como também não cai no maniqueísmo, que teria os bons de um lado e os maus do outro.— Mallox em psychovision.net.